# Hadjer-Lamis
Hadjer-Lamis er en af de 23 regioner i Tchad, med placering sydvest i landet. Regionens hovedby er Massakory. Regionen består af dele af det som tidligere var præfekturet Chari-Baguirmi (underpræfekturerne Bokoro og Massakory, og dele af underpræfekturet N'Djamena).

## Inddeling
Hadjer-Lamis-regionen er inddelt i tre departementer:
| Departement    | Hovedby   | Underpræfekturer                |
| -------------- | --------- | ------------------------------- |
| Dababa         | Bokoro    | Bokoro, Gama, Moïto             |
| Dagana         | Massakory | Karal, Massakory, Tourba        |
| Haraze Al Biar | Massaguet | Mani, Massaguet, N'Djamena Fara |